# ROKS Seoul (FF-952)
Pour les articles homonymes, voir ROKS Seoul.
Le ROKS Seoul (FF-952) est une frégate de la marine de la république de Corée, le deuxième navire de la classe Ulsan. Il est nommé d’après la ville de Séoul.

## Conception
Au début des années 1990, le plan du gouvernement sud-coréen pour la construction de navires côtiers de prochaine génération nommé Frégate 2000 a été abandonné en raison de la crise financière asiatique de 1997. Mais avec le démantèlement des destroyers de classe Gearing et la flotte vieillissante de frégates de classe Ulsan, le plan a été relancé au début des années 2000 sous le nom de Future Frigate eXperimental, également connu sous le nom de FFX.
10 navires ont été lancés et mis en service de 1980 à 1993. Ils ont 3 variantes différentes qui se compose de Flight I, Flight II et Flight III.

## Carrière
Le ROKS Seoul a été construit par Hyundai Heavy Industries, lancé le 24 avril 1984 et mis en service le 14 décembre 1985.
Il a été désarmé le 31 décembre 2015 et amarré au Seoul Battleship Park (parc des navires de guerre de Seoul), dans sa ville homonyme, en tant que navire musée,. Le parc des cuirassés de Séoul [서울함 공원 / 서울艦 公園] a ouvert en novembre 2017. Ce musée maritime présente trois navires de guerre de la marine à la retraite. Outre le ROKS Seoul, il y a aussi le patrouilleur de classe Chamsuri PKM-285 et le sous-marin de classe Dolgorae ROKS SSM-503. Le parc des navires de guerre se trouve au sein du parc Mangwon Hangang [망원한강공원], également connu sous le nom de Mangwon Riverside Terrace, un parc de 7,4 km de long situé le long de la rive nord du fleuve Han, entre le pont Yanghwa [양화대교] et le pont Seongsan [성산대교], traversant ainsi les quartiers de Séoul de Mangwon [Mangwon-dong/망원동] et Hapjeong [Hapjeong-dong/합정] dans l'arrondissement de Mapo [Mapo-gu/마포구].